# Claude Goutaudier
 (février 2022).
Claude Goutaudier, né le 11 février 1894 à Saint-Rirand et mort de la malaria en 1949 en Algérie, est un militaire français, reconnu pour la capture d'une centaine de soldats allemands dont deux officiers durant la Première Guerre mondiale,,,.

## Biographie

### Capture du Bois de Hem
Le 20 juillet 1916, lors de l'attaque du bois de Hem, la 2e vague d'assaut du 11e bataillon de chasseur alpins essuyait un feu nourri tiré d'un repli de terrain sur la droite, placé à la droite de la vague, le caporal Goutaudier appela un des soldats de son escouade, le soldat Guillot et tous deux allèrent d'arbre en arbre vers le point d'où venait la fusillade, et arrivèrent indemnes sur un abri où des soldats allemands s'étaient retranchés puis lancèrent des dizaines de grenades sur l'abri et la fusillade cessa. "Rendez-vous !" cria Goutaudier, toujours caché derrière un arbre et cent soldats allemands avec à leur tête deux officiers sortirent de l’abri. Une grenade par main, Goutaudier et Guillot ramenèrent leurs captifs dans leur camp où ceux-ci avouèrent que d'autres de leurs camarades étaient restés dans l'abri. Goutaudier et Guillot repartirent mais Guillot fut tué net d'une balle et Goutaudier renonça,,,.

### Fin de vie
À la fin de la seconde Guerre mondiale Claude Goutaudier est devenu directeur d'un pénitencier en Algérie. Il est mort le 31 janvier 1949 à Alger, de suite d'une malaria,,.

## Distinction
- Chevalier de la Légion d'honneur, remise par le président de la république R. Poincaré[5],[2],[1]
- Croix de guerre 1914–1918 avec deux palmes de bronze et une étoile[2],[5],[6].

## Promotion et blessure

### Promotion
- Incorporé le 4 septembre 1914 au 11e bataillon de chasseurs alpins au numéros de recrutement no 935
- promu 2de classe en décembre 1914
- promu au grade de 1re classe en 1915
- Caporal le 23 juillet 1916[5]
- Sergent en 1918[réf. nécessaire]
- passé au 1er régiment de zouave d'Algerie[réf. nécessaire]
- passé au service pénitentiaire en Algérie
- adjudant-chef en 1940[réf. nécessaire]

### Blessure
Il fut blessé le 27 juillet 1915 au bras gauche et rejoint sa compagnie le 12 septembre 1915.

## Hommage
Une rue porte son nom, la rue Caporal Goutaudier à Renaison